# Savrán
Savrán (en ucraniano: Саврань) es un pueblo ucraniano perteneciente al óblast de Odesa. Situado en el suroeste del país, es parte del raión de Podilsk y del municipio (hromada) homónimo.

## Geografía
Savrán está situado en la confluencia del río Savrán con el Bug Occidental, a unos 39 kilómetros al noreste de Balta y 220 km al norte de Odesa.

## Historia
El lugar fue construido en el siglo XVII como una fortaleza contra las invasiones de los tártaros. La región se entregó al Imperio ruso en 1793 y el zar Pablo I entregó el pueblo de 360 almas al conde Iván Saltikov en enero de 1799, quien rápidamente se lo vendió a la condesa Rzewuska. Después del levantamiento de noviembre, la propiedad, que entonces pertenecía al conde Wenceslao Severin Rzewuski, fue confiscada por la corona. En la década de 1830, la ciudad fue clasificada como establecimiento militar del okrúg de Kiev-Podolia. En el siglo XIX, estaba en la ciudad una gran comunidad judía y es el origen de la dinastía Savrán de los judíos jasídicos.
En 1900, Savrán forma parte del uyezd de Balta del gobernación de Podolia. Durante el Holodomor (1932-1933) murieron al menos 25 vecinos del pueblo.
Durante la Segunda Guerra Mundial, Savrán fue liberada de los ocupantes alemanes el 26 de marzo de 1944 por soldados del Ejército Rojo.
Savrán se convirtió en un asentamiento de tipo urbano en 1957.
El sitio fue el cento del raión de Savrán hasta 2020, año en el que se hizo una reforma administrativa que redujo el número de raiónes del óblast de Odesa a siete, y el asentamiento pasó a ser parte del raión de Podilsk.En 2023, perdió el estatus de asentamiento de tipo urbano en la legislación ucraniana debido a la eliminación de este estatus administrativo.

## Demografía
La evolución de la población de Savrán entre 1926 y 2022 fue la siguiente:
| 8243                                                          | 8730 | 6521 | 6872 | 7508 | 6837 | 6616 | 6264 | 6074 |
| (Fuente: Cities & Towns of Ukraine y UKRAINE: Größere Städte) |      |      |      |      |      |      |      |      |

Según el censo de 2001, la lengua materna de la mayoría de los habitantes, el 95,71%, es el ucraniano; del 3,64% es el ruso.

## Personas ilustres
- Elisa Lispector (1911-1989): escritora, profesora y feminista brasileña de línea introspectiva.